# Cheikh Niasse
Cheikh Niasse, né le 19 janvier 2000 à Gossas au Sénégal, est un footballeur sénégalais qui évolue au poste de milieu défensif à l'Hellas Verona.

## Biographie

### Débuts professionnels (2004-2022)
Né à Gossas au Sénégal, Cheikh Niasse est formé par l'US Boulogne avant de rejoindre en 2016 le LOSC Lille, où il poursuit sa formation. Le 24 janvier 2019, il prolonge son contrat avec le LOSC jusqu'en juin 2023.
Niasse joue son premier match en professionnel le 28 août 2019, à l'occasion d'une rencontre de Ligue 1 face à l'AS Saint-Étienne. Il entre en jeu à la place de Gabriel et son équipe l'emporte par trois buts à zéro jour-là.
Le 1er février 2021, Niasse est prêté jusqu'à la fin de la saison en Grèce, au Panathinaïkós afin de gagner en temps de jeu,. Il s'impose comme un élément important du club grec, étant titularisé à treize reprises sur les quinze matchs auxquels il participe en une demi-saison.

### Young Boys (2022-2025)
Le 3 février 2022, lors du mercato hivernal, Cheikh Niasse rejoint le BSC Young Boys. Il signe un contrat courant jusqu'en juin 2026,.
Niasse joue son premier match sous ses nouvelles couleurs le 6 février 2022, lors d'une rencontre de championnat face au FC Saint-Gall. Il entre en jeu à la place de Joël Monteiro et les deux équipes se neutralisent ce jour-là. Le 9 février 2022, Niasse inscrit son premier but pour les Young Boys, son premier en professionnel également, face au FC Lausanne-Sport en championnat. Il entre en jeu à la place de Vincent Sierro et les deux équipes se neutralisent (2-2 score final).
Fin janvier 2025, YB le prête jusqu'au terme de la saison (juin 2025) au Hellas Vérone FC.

#### Prêt au Hellas Vérone FC (2025)
Le Hellas Vérone FC annonce son arrivée sous forme de prêt avec option d'achat (avec des conditions), jusqu'au terme de la présente saison (2024-2025).

### Hellas Vérone FC (depuis 2025)
Il quitte définitivement le club suisse, en janvier 2025, pour rejoindre le Hellas Vérone pour une durée de contrat indéterminée,.

## Palmarès
- BSC Young Boys (3)
  - Championnat de Suisse :
    - Champion en 2022-2023 et 2023-2024

  - Coupe de Suisse
    - Vainqueur en 2022-2023
- LOSC Lille (1)
  - Trophée des champions:
    - Vainqueur en 2021